# Eutidemo di Atene
Eutidemo di Atene (Atene, ... – ...; fl. II secolo a.C.) è stato un medico e scrittore greco antico.

## Biografia
Vissuto forse nel II secolo a.C., a giudicare dai frammenti delle sue opere Eutidemo si sarebbe occupato di dietetica.

## Opere
Fu autore di un Manuale di cucina, di un trattato Sul pesce salato e di un libro Sugli ortaggi, nel quale erano esposte le proprietà terapeutiche di vari tipi di verdura. Le tre opere sono citate da Ateneo, che ne ha conservato anche diversi frammenti, per un totale di una decina.